# Patricia Pilar
Patricia Pilar es una parroquia rural del cantón Buena Fe, provincia de Los Ríos, en Ecuador,
con una población que bordea los 18.729 habitantes y una extensión de 166,68.

## Historia

### Inicios
En 1963, Demetrio Encalada construye un local escolar para que reciban las enseñanzas los hijos de los trabajadores que tenía para su hacienda.
El ciudadano de la provincia de El Oro, como ya era costumbre, su familia se interesó por la educación y dotó de todo lo necesario para el funcionamiento del plantel.
Los padres de familia decidieron nombrarla como la escuela Patricia Pilar en homenaje, al nombre de sus dos hijas, la una Patricia y la otra Pilar; en sus inicios contaba con un profesor y 31 alumnos, no había viviendas a su alrededor, por lo que los estudiantes tenían que caminar desde lugares lejanos.

### Avances
El 20 de septiembre de 1973, obligados por la necesidad de viviendas para mejorar la educación de los niños, un grupo de moradores acordaron en formar un comité que se encargue de comprar tierras alrededor de la escuela para formar un centro poblado.
Ubicado cerca del río Baba, cuyas aguas son aprovechadas en el riego de extensas plantaciones de cacao, café, arroz, frutas, banano, productos de ciclo corto, soya, maíz, maní, productos industriales: caucho, palma africana, palo de balsa, la producción de madera han dado fama a estas tierras y son numerosos campesinos que llegan de otras partes para dedicarse a este trabajo.
Después de un año de lucha logran adquirir cuatro hectáreas de tierra a Severo Bajaña a un valor de 12 mil sucres cada hectárea, y con la ayuda del Municipio de Santo Domingo de los Colorados se logra la autorización y la lotización, acomodando a 68 familias de escasos recursos económicos, con un valor alrededor de ochocientos a mil doscientos sucres cada solar con pequeñas cuotas de ingreso y con facilidades de pago, que actualmente están ocupadas con sus respectivas viviendas.
En 1974 se obtiene de la Compañía Monapel la compra de cinco hectáreas de tierra, las mismas que con la ayuda del consejo de Santo Domingo de los Colorados y con el entusiasmo de los nuevos socios se planifica correctamente el pueblo con miras futuristas, con calles, espacios verdes, áreas de recreación, mercado y escuela.
Se da cabida a 110 padres de familia quienes se acercaron por la educación de sus hijos, ya que estaban radicados en las zonas rurales de Patricia Pilar.
Por ser netamente agrícola hay afluencia de personas y comienzan a construir sus viviendas, y son procedentes de las Provincias de Manabí y Loja, para este tiempo la escuela ya contaba con 300 alumnos y seis grados de instrucción primaria.
En 1975 muchos socios residentes en el lugar solicitan más lotes de terreno nuevamente se adquieren seis hectáreas de terreno por intermedio de la Compañía Monapel, cuyo presidente fue Fernando Montesdeoca Dueñas, ayudando con facilidades en el pago de sus tierras.

### Problemas con la provincia de Los Rios
La población avanzó y las necesidades crecieron, los niños en edad escolar llegaron a un número de 500, el local donado por Demetrio Encalada ya no da más cabida por su espacio físico.
Las autoridades de la Provincia de Los Ríos no daban la atención debida, era un lugar marginado, para ello sus moradores protestaron, se revelaron y resolvieron pertenecer a la provincia de Pichincha, ya que consideran que hay mayor oportunidad de recibir beneficios y se logran en un comienzo esta tentativa.
Se hicieron presentes en Patricia Pilar las autoridades de Pichincha a ofrecer trabajos de necesidad prioritaria, en esos momentos intervinieron las autoridades de Los Ríos, entre ellos: el Prefecto Provincial Alberto Andrade Fajardo; el alcalde de Quevedo, Pedro José Llerena Olvera; y consejero Marco Cortés Villalba.
Actuando tiñosamente, ofrecieron a realizar trabajos inmediatos como es la construcción de seis aulas escolares, arreglos de calles, perforación del pozo de agua para la comunidad, la Dirección Provincial de Educación, cuyo titular fue Ángel Villamarín Ortiz.

### Crecimiento
En 1980 se adquieren hectáreas de tierra para entregar a nuevos socios. Patricia Pilar causa asombro a los presentes y transeúntes por su rápido crecimiento urbanístico y poblacional y se ha convertido en el campo abierto de concentración de cientos de ecuatorianos de distintos lugares.
El centro poblado cuenta con centros educativos, centro de Salud. El comercio y su movimiento económico son intensos por la ubicación misma del recinto que es la salida obligatoria de La Catorce, cooperativas agrícolas de los respaldos, y por su ubicación estratégica en medio de dos grandes ciudades Quevedo y Santo Domingo de los Colorados.

### Parroquialización
En el año 1989 se formó un comité de Pre-parroquialización, el mismo que estuvo integraron por: Alexander Zambrano, Julio Quinga, Javier Zambrano, Diógenes Almeida, Milton Mejía, Pedro Cevallos y Alipio Demera.
Patricia Pilar se convirtió en parroquia el 19 de septiembre de 1996.

## Geografía

### Clima
La parroquia tiene un clima tropical húmedo, los meses más calurosos son desde diciembre hasta abril con 35.6 °C a 28.1 °C, en el mes de junio la temperatura es de 17.8 °C.
La humedad relativa a la zona va del 82% al 92%, la precipitación promedio es de 2.335 mm, distribuidos aproximadamente en 186 días de lluvia al año, por general un clima apto para la agricultura.

## Administración
La parroquia de Patricia Pilar cuenta con una estructura organizacional de tipo democrática donde su máximo representante es el presidente del Gobierno Parroquial, Vicepresidente, Tesorero – Secretario y seguido de vocales principales y suplentes respectivamente.